# Ken Shimizu (giocatore di football americano)
Ken Shimizu (清水謙?, Shimizu Ken; 15 aprile 1979) è un ex giocatore di football americano e allenatore di football americano giapponese, che ha giocato come wide receiver.
Ha giocato per l'intera carriera per gli Obic Seagulls.

## Palmarès
- 1 Mondiale (2003)
- 3 Rice Bowl (2005, 2010, 2011)